# Kloster Tempzin
Kloster Tempzin é um município da Alemanha, situado no distrito de Ludwigslust-Parchim, no estado de Mecklemburgo-Pomerânia Ocidental. Tem 24,83 km² de área, e sua população em 2019 foi estimada em 543 habitantes.